# Stawne (stacja kolejowa)
Stawne (ukr. Ставне, węg. Fenyvesvölgy, cz. Stavne) – stacja kolejowa w miejscowości Stawne, w rejonie użhorodzkim, w obwodzie zakarpackim, na Ukrainie. Położona jest na linii Sambor – Czop.

## Historia
Stacja powstała w okresie, gdy tereny te należały do Austro-Węgier i początkowo nazywała się Fenyvesvölgy. W okresie przynależności tych terenów do Czechosłowacji nosiła nazwę Stavne.